# Arbre de la vida (artesania)

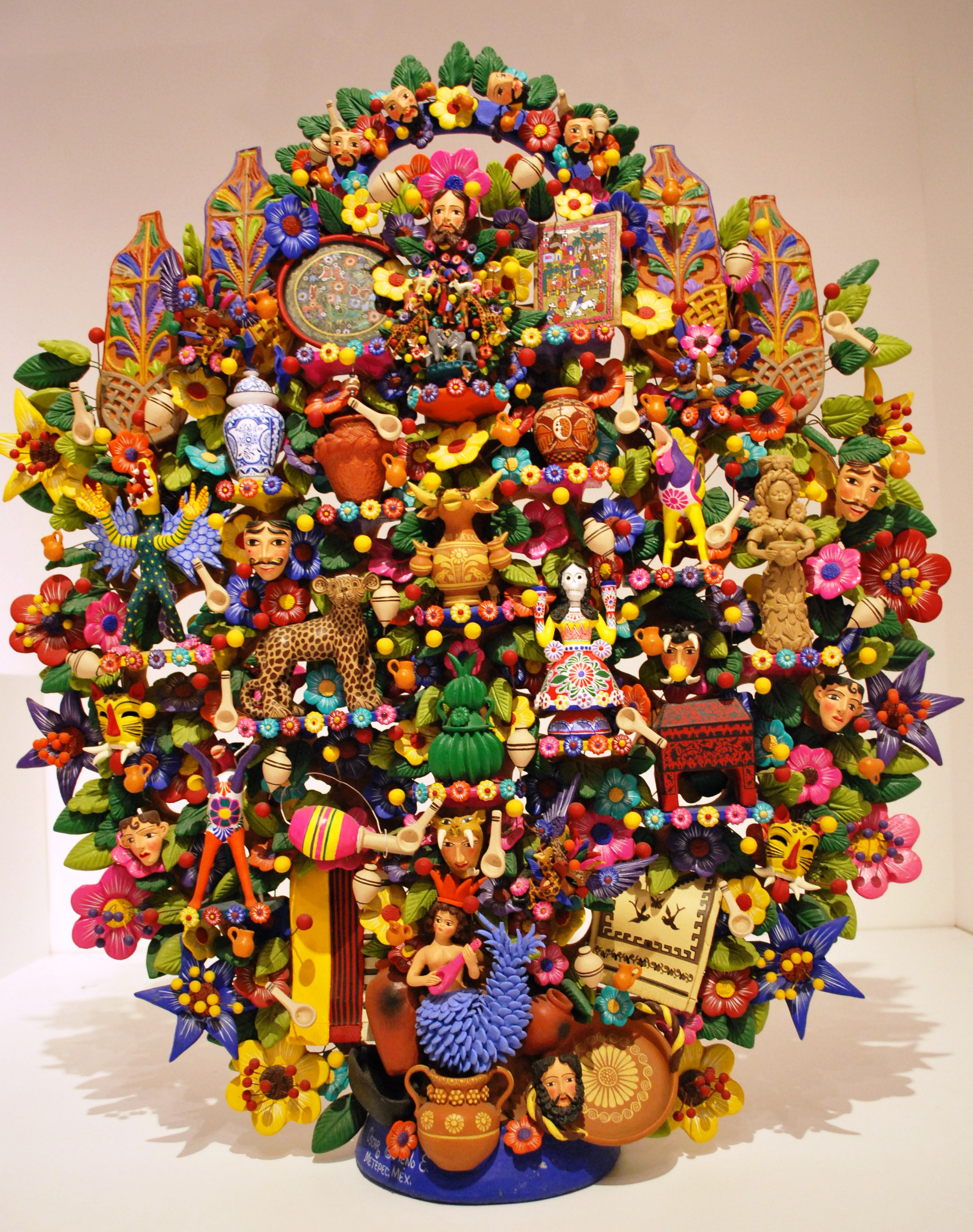
Arbre de la vida amb el tema de l'artesania. Escultura d'Oscar Soteno al Museu d'Art Popular de la Ciutat de Mèxic

Un arbre de la vida és una escultura en fang fabricada comunament de manera artesana al centre de Mèxic, principalment al municipi de Metepec (Estat de Mèxic). Les imatges representades en les escultures s'utilitzaven originàriament, durant el període colonial primerenc, per a ensenyar la història de la creació, segons la Bíblia, als nadius de la zona. L'elaboració d'escultures de fang amb forma d'arbres comença a Izúcar, Puebla, però hui la seua fabricació s'identifica més amb Metepec. Se suposa que tradicionalment han de representar certs passatges bíblics, com la història d'Adam i Eva, però actualment es creen arbres amb temes totalment aliens a la Bíblia.

## Origen
La creació d'arbres de la vida és part de la tradició ceràmica de la zona muntanyosa central de Mèxic. L'elaboració de ceràmica en aquesta àrea, que inclou figures de fang, data del 1800 al 1300 ae. La coloració de les figures és més tardana, després que la influència olmeca arribàs a la zona. Al voltant de l'any 800 la influència de Teotihuacan dotà de simbolisme religiós molts objectes de ceràmica. De llavors ençà, la ceràmica matlatzinca continua desenvolupant-se amb múltiples influències en el que hui és l'estat de Mèxic, ja que es trobava en una posició estratègica entre la vall de Mèxic i el que ara són els estats de Morelos i Guerrero.
Després de la conquesta espanyola, els frares catòlics van destruir els articles que representaven els antics déus i els reemplaçaren amb les seues imatges de sants d'iconografia catòlica. La representació d'un «arbre de la vida» en les pintures i altres medis s'introduí com una manera d'evangelitzar la població nadiua. Durant la major part del període colonial, la ceràmica en l'estat de Mèxic es produïa sobretot per l'autoconsum i es va convertir en una fusió de tècniques i dissenys espanyols i autòctons. Es mantingué així fins a la primera meitat del segle xx, quan comencen a fabricar-se peces decoratives i fins i tot de luxe. A aquest tipus de treballs correspon l'arbre de la vida, especialment els que no tenen funció religiosa. Els arbres no religiosos tenen temes com la mort o la primavera.
La fabricació d'escultures d'arbres de fang amb el motiu bíblic del Jardí de l'Edèn començà a Izúcar, a l'Estat de Puebla i s'estengué a altres zones, en concret a Metepec, estat de Mèxic, que elabora uns arbres pintats en colors brillants. Els arbres de la vida han arribat a considerar-se emblemàtics del municipi i formen part d'una tradició d'escultura en fang que només es troba a Metepec. Altres escultures comunes en són les sirenes (un exemplar gegant se'n troba en una secció de la ciutat anomenada Ciutat Típica), així com pegasos, galls, lleons i flors, entre d'altres.

## Disseny
L'arbre de la vida més tradicional conté una sèrie d'imatges importants. A la part superior de l'escultura es col·loca una imatge de Déu; a sota, les branques de l'arbre tenen relació amb la creació del món en set dies. Altres imatges característiques en són el sol i la lluna, Adam i Eva i els animals, flors i fruita que simbolitzen el paradís. També hi apareix la serp de la història bíblica a la part inferior, igual que l'arcàngel Miguel que expulsa Adamn i Eva del Jardí de l'Edén. En general, l'escultura de l'arbre té una forma de canelobre. Els arbres es fan sobretot per a ús religiós i decoratiu, tot i que els que tenen cremadors d'encens se solen usar amb motius religiosos. A Izúcar els arbres de la vida s'usen en processons com la de Corpus Christi.
Els arbres estan fets de fang cuit en forns de gas a baixa temperatura. La majoria en fan entre 26 i 60 cm d'alçada i la seua creació pot durar entre dues setmanes i tres mesos. La fabricació d'arbres molt grans pot tardar fins a tres anys. Aquests arbres varien en grandària des de miniatures fins a gegantesques escultures públiques. La majoria dels arbres són elaborats i venuts pels mateixos artesans que han aprés a fer-los de sos pares i avis.
En les darreres dècades n'han aparegut variants de l'artesania. Molts arbres tenen un tema únic, però el més comú és la dualitat entre la vida i la mort i la relació de l'ésser humà amb el món natural. Sovint, però, mantenen els elements essencials, com les imatges d'Adam i Eva. Tiburcio Soteno Fernández és un dels pocs terrissers que crea arbres amb temes totalment aliens al Jardí de l'Edén; molts en presenten la història d'un lloc o persona famosos i s'elaboren per encàrrec. Els seus treballs han aparegut en col·leccions temporals i permanents en estats com Escòcia, Estats Units, Canadà, Itàlia i França. Els puristes, però, insisteixen que els arbres que no representen el Jardí de l'Edén no poden considerar-se veritables arbres de la vida. En la portada de l'àlbum Sgt. Pepper's Lonely Hearts Club Band apareix una escultura de l'arbre de la vida.

## Situació actual de l'artesania
Els arbres de la vida es fabriquen sobretot en tres àrees: Metepec, estat de Mèxic, Izúcar i Acatlán, ambdues localitats a l'Estat de Puebla. Tot i que antigament es feien servir en activitats religioses i se'ls considerava un regal tradicional per a parelles jovençanes perquè representen un «símbol de fertilitat i abundant collita», ara la majoria s'elaboren per raons comercials.
La tradició artesana s'ha preservat millor a Metepec, on bona part dels ingressos provenen de la venda d'artesania; la seua activitat és coneguda internacionalment i els artesans locals reben comandes d'estats com la Xina, Japó, França, Itàlia i Alemanya.
Cada any, representants de les diverses comunitats autòctones de Mèxic s'apleguen per formar un arbre de la vida humà. Al 2006, cinc-centes persones de seixanta-tres diferents grups ètnics es van reunir per fer una piràmide humana amb vestits nadius i demanant per la pau al món. Alguns dels pobles representats en la convocatòria són zapoteques, huastecs, tarascos, maies, otomís, huichols, tarahumares i yaquis.

## Galeria d'imatges

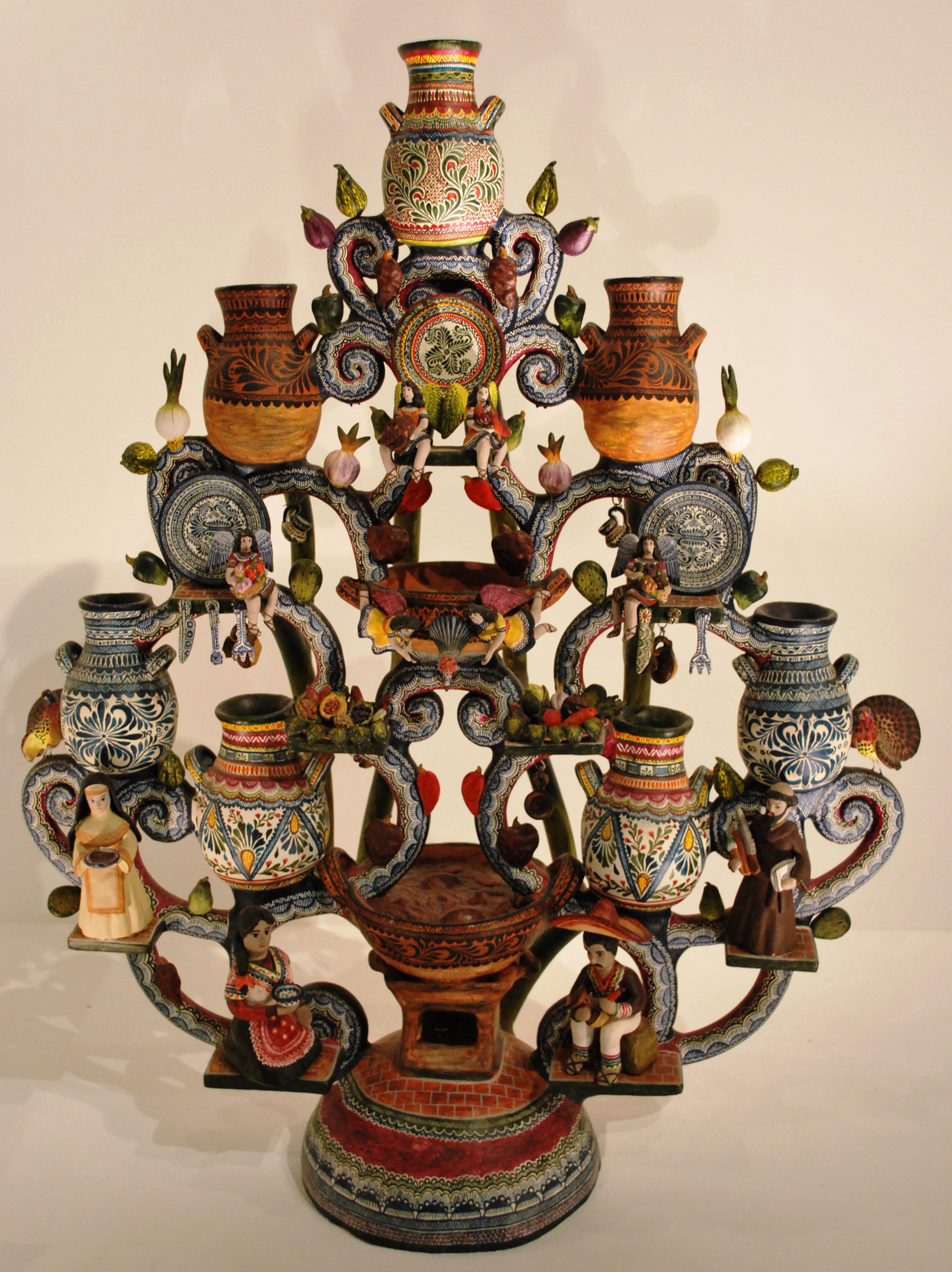
Arbre de la vida. Escultura d'Alfonso Castillo que representa la història del mole i la ceràmica de Talavera de Puebla, exhibit al Museu d'Art Popular de la Ciutat de Mèxic
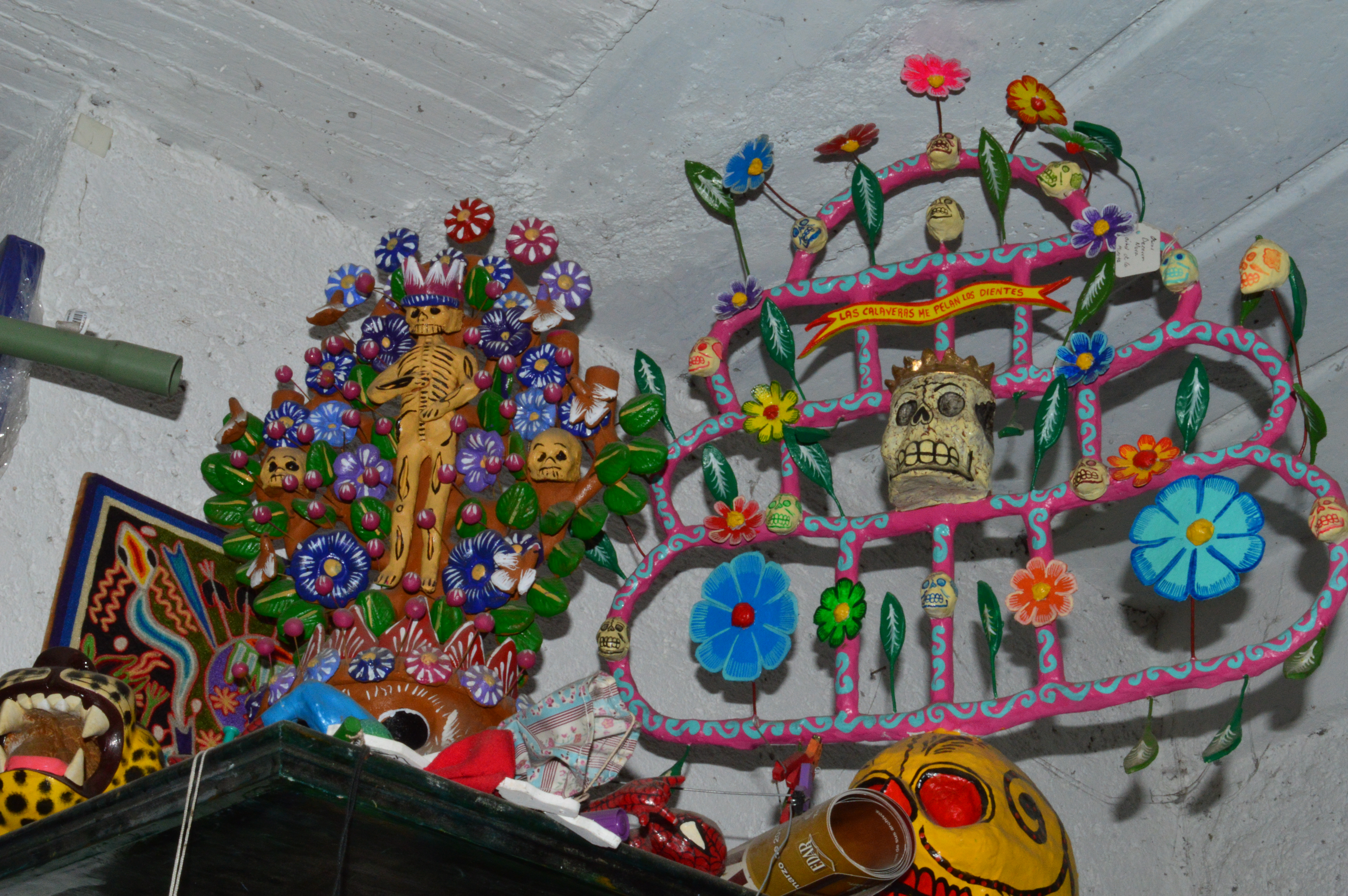
Arbres de la vida al taller d'Oscar Becerra Mora a Tlalpan, Ciutat de MèxicArbres de la vida al taller d'Oscar Becerra Mora a Tlalpan, Ciutat de Mèxic
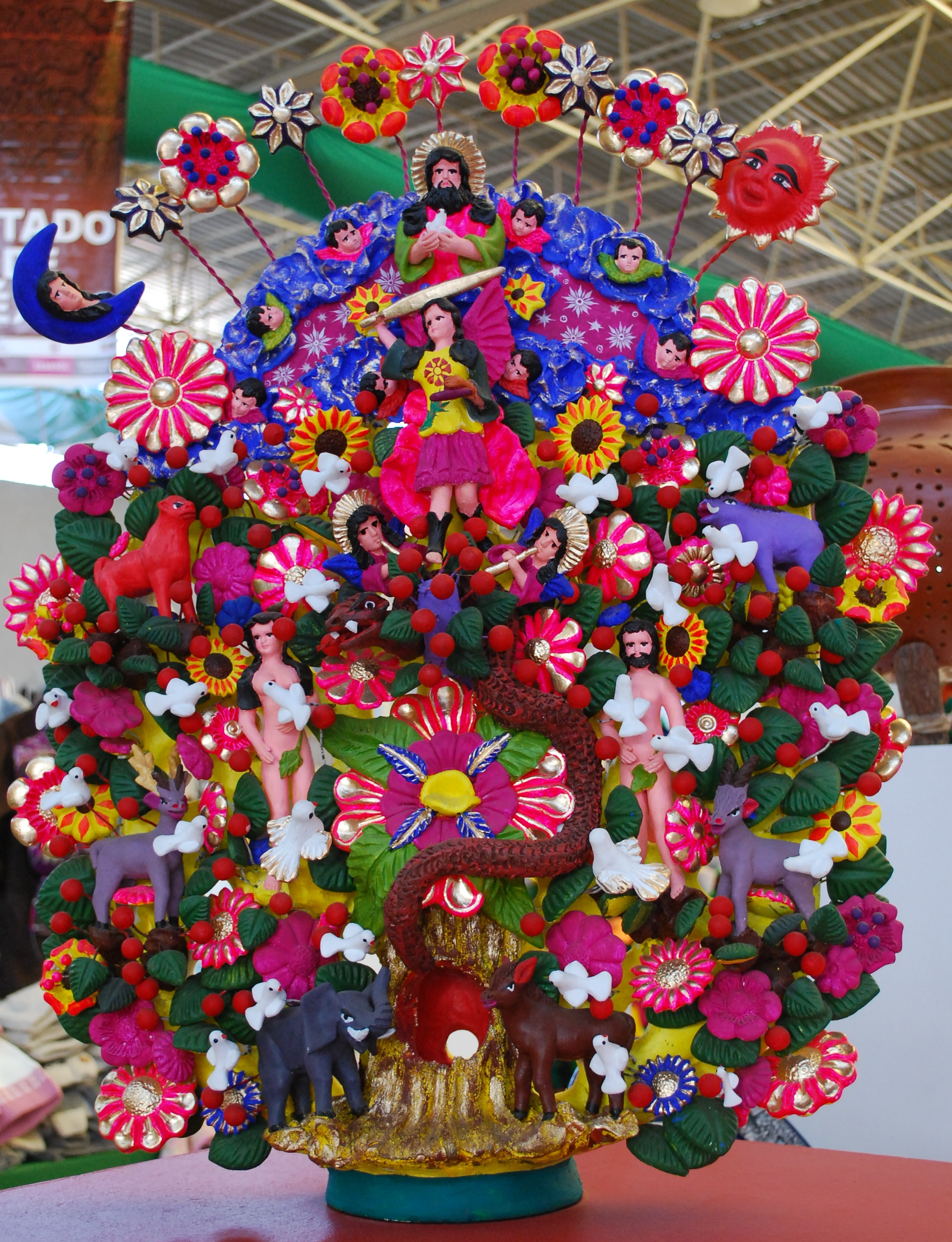
Arbre de la vida tradicional representant el Jardí de l'Edèn
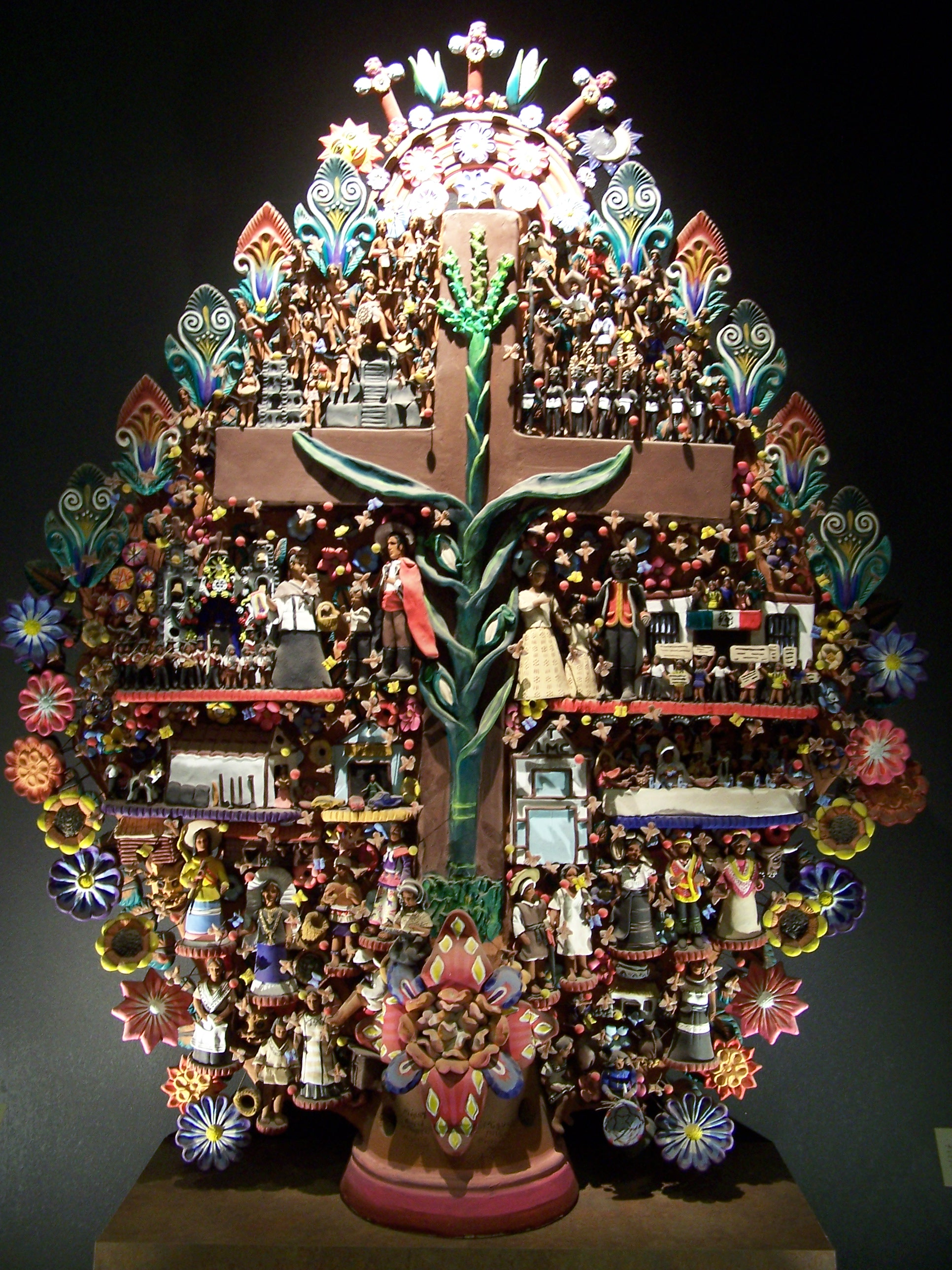
Arbre de la vida.